# Acosmeryx miskini
Acosmeryx miskini là một loài bướm đêm thuộc họ Sphingidae. Nó được miêu tả bởi Murray năm 1873, và được tìm thấy ở New Guinea tới đông bắc Úc.

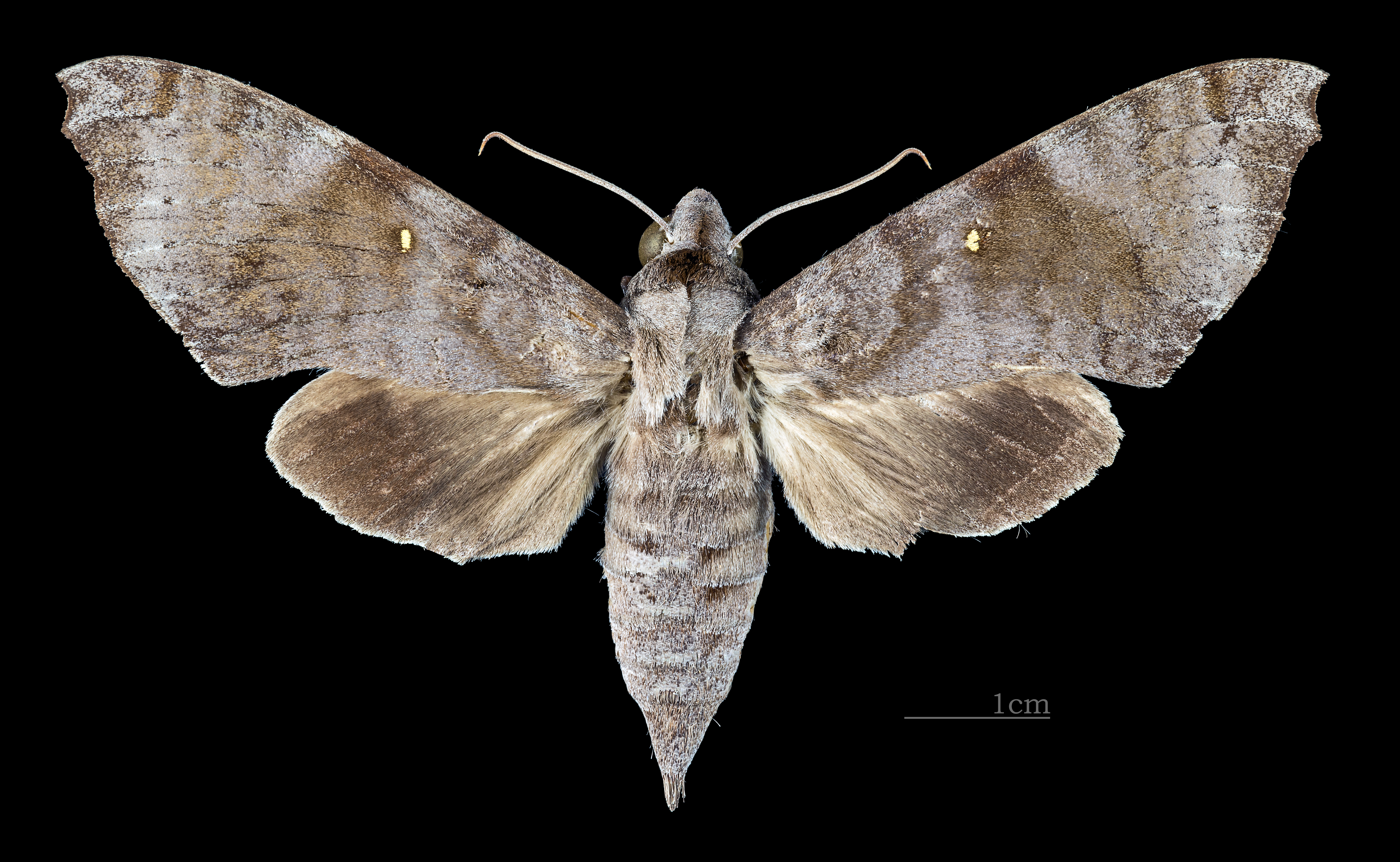
♀
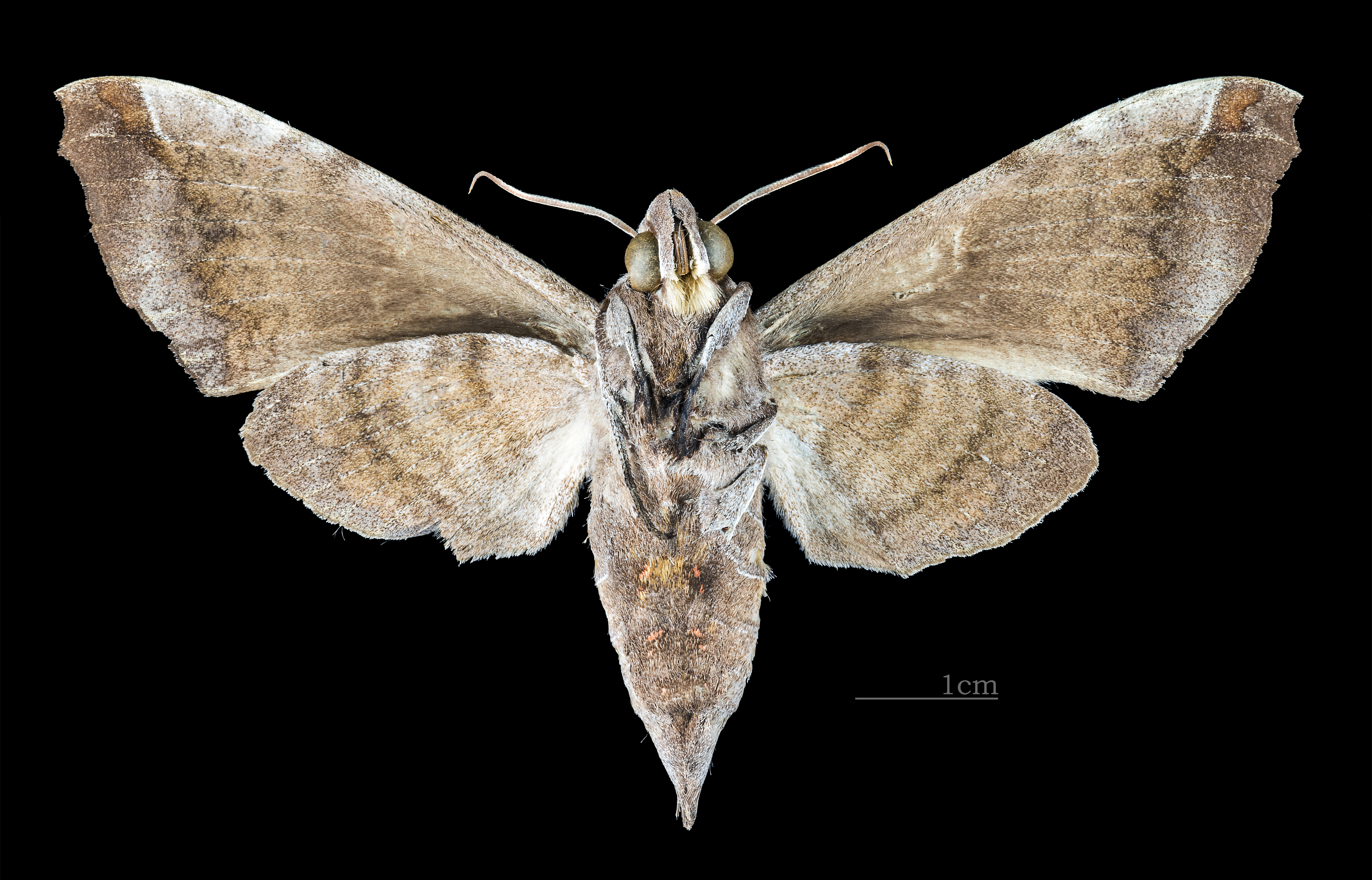
♀ △

Sải cánh dài khoảng 80 mm.